# Iris Gusner
Iris Gusner est une réalisatrice et scénariste est-allemande née le 16 janvier 1941 à Trutnov (région des Sudètes).

## Biographie
Iris Gusner naît en pleine Seconde Guerre mondiale à Trautenau (aujourd'hui Trutnov en Tchéquie), qui faisait alors partie du Reichsgau de la région des Sudètes sous administration nazie. Son père Hans Walter Beyer était un attaché d'administration qui est mort pendant la guerre. Elle prend le nom de sa mère, qui travaillait comme secrétaire. Elle passe ses toutes premières années à Gleiwitz (aujourd'hui Gliwice en Pologne), avant d'en être expulsée en 1945 comme des millions d'autres allemands. Elle et sa mère emménagent à Leipzig, alors en zone d'occupation soviétique. Elle passe ses premières années scolaires à Markkleeberg. Après son abitur en 1959, elle fait un stage d'un an dans une scierie de Wiederitzsch.
Elle réussit le concours d'entrée à l'école du cinéma de Babelsberg (Filmuniversität Babelsberg Konrad Wolf). À l'automne 1960, elle obtient une place à Moscou pour poursuivre sa formation. Elle étudie à l'Institut national de la cinématographie de 1961 à 1967, en suivant entre autres les cours de Mikhaïl Romm. Elle réalise son premier court métrage, Strachovoj agent (« L'Agent d'assurance »), comme épreuve de fin d'étude.
De retour à Berlin en 1971, elle travaille à la Deutsche Film AG, et devient assistante à la réalisation de Konrad Wolf pour le film Goya, l'hérétique. Elle s'atelle ensuite à son premier long métrage, Die Taube auf dem Dach (« Le Pigeon sur le toit »), mais elle n'obtient pas de visa d'exploitation pour le sortir en salles en 1973, et la copie du film au studio est même détruite. Le sujet du son film, dépeignant la vie amoureuse d'une jeune ouvrière, est considéré par les autorités comme donnant une vision trop peu flatteuse des conditions de travail est-allemandes. Die Taube auf dem Dach ne sera visible qu'après la chute du mur, en version noir et blanc. Une version restaurée en couleur ressortira en 2010.
Après avoir fait deux téléfilms pour la Deutscher Fernsehfunk, elle revient à la réalisation cinématographique avec un film de conte de fées pour enfants, La Lumière bleue, adapté du conte des Frères Grimm homonyme. Le film obtient le visa et sort en RDA en 1976. Elle enchaîne avec un polar, Einer muß die Leiche sein, qui sort en 1978. Mais c'est surtout avec Alle meine Mädchen (« Toutes mes filles »), un film enjoué sur une bande de copines qui travaillent à la confection d'ampoules électriques, qu'elle obtient le plus grand succès public de sa carrière. Elle reçoit le prix du jury du tout nouveau festival national du film de fiction de RDA à Karl-Marx-Stadt.
Elle continue de travailler pour la DEFA avec d'autres longs métrages pendant les années 1980. Elle choisit sa fille aînée Amina Gusner pour être l'interprète principale de son film Kaskade rückwärts. Six mois avant la chute du mur, elle déménage à Francfort-sur-le-Main. Elle y réalise un téléfilm, Un amour d'été, qui sera diffusé en France. Elle revient ensuite vivre à Berlin.

## Filmographie partielle

### Assistante-réalisatrice
- 1969 : Gestern und die neue Stadt de Wolfgang Bartsch (de), court métrage de 26'
- 1971 : Goya, l'hérétique (Goya – oder der arge Weg der Erkenntnis) de Konrad Wolf

### Réalisatrice et scénariste
- 1967 : Der Versicherungsagent (Strachowoj agent)
- 1973 : Die Taube auf dem Dach
- 1974 : Was halten Sie von Leuten, die malen
- 1976 : Man nennt mich jetzt Mimi…
- 1976 : La Lumière bleue (Das blaue Licht)
- 1978 : Einer muß die Leiche sein (de)
- 1980 : Alle meine Mädchen (de)
- 1981 : Wäre die Erde nicht rund (de)
- 1984 : Kaskade rückwärts (de)
- 1988 : Ich liebe dich – April! April! (de)
- 1993 : Un amour d'été (Sommerliebe)